# ¡Clever!
¡Clever! fue un concurso de televisión cuyo formato inicial se estrenó en la televisión alemana, de Constantin Entertainment GmbH. La edición española se emitió en la tarde de los domingos en el último trimestre de 2007 por Telecinco, con presentación de Emma García y Mario Picazo, y la colaboración del actor Manuel Gancedo.

## Mecánica
En cada programa, asisten dos parejas de concursantes que compiten entre sí. El presentador, Picazo, plantea un problema científico. Los concursantes deben optar, como solución, entre tres alternativas que se les ofrecen. Gancedo, finalmente, resuelve sobre planteamientos científicos, la cuestión presentada.

## Programas y audiencias
| Temporada | Temporada | Episodios | Estreno               | Final                   | Audiencia media | Audiencia media | Audiencia media |
| Temporada | Temporada | Episodios | Estreno               | Final                   | Espectadores    | Cuota           |                 |
| --------- | --------- | --------- | --------------------- | ----------------------- | --------------- | --------------- | --------------- |
|           | 1         | 10        | 28 de octubre de 2007 | 30 de diciembre de 2007 | 1.673.000       | 13,7%           |                 |

| Programa | Fecha                            | Espectadores | Audiencia |
| -------- | -------------------------------- | ------------ | --------- |
| 01       | Domingo, 28 de octubre de 2007   | 1.651.000    | 14,0%     |
| 02       | Domingo, 4 de noviembre de 2007  | 1.674.000    | 13,9%     |
| 03       | Domingo, 11 de noviembre de 2007 | 1.598.000    | 13,5%     |
| 04       | Domingo, 18 de noviembre de 2007 | 2.071.000    | 16,5%     |
| 05       | Domingo, 25 de noviembre de 2007 | 1.858.000    | 14,8%     |
| 06       | Domingo, 2 de diciembre de 2007  | 1.762.000    | 14,2%     |
| 07       | Domingo, 9 de diciembre de 2007  | 1.821.000    | 14,7%     |
| 08       | Domingo, 16 de diciembre de 2007 | 1.562.000    | 11,8%     |
| 09       | Domingo, 23 de diciembre de 2007 | 1.207.000    | 10,7%     |
| 10       | Domingo, 30 de diciembre de 2007 | 1.526.000    | 12,6%     |